# Sawa (obóz)
Sawa – karno-wojskowy obóz w Erytrei. Położony w półpustynnej zachodniej części kraju, nad rzeką Sawą przy granicy erytrejsko-sudańskiej.

## Obóz wojskowy
Do wojskowego obozu szkoleniowego Sawa od wczesnych lat 2000 obowiązkowo wysyłana jest młodzież w ostatnim roku szkoły średniej (klasa 12). Kilkumiesięczne szkolenie ma przygotować ją do odbycia służby wojskowej i jest wymagane do uzyskania świadectwa ukończenia szkoły.

## Obóz karny
W obozie karnym Sawa stosuje się okrutne tortury oraz dochodzi do gwałtów na więzionych kobietach. Stosowane są wobec więźniów politycznych, repatriantów, osób, które nie otrzymały azylu, dezerterów wojskowych, obdżektorów, członków niektórych grup religijnych oraz wobec uczniów szkolących się w obozie. Uwięzione w nim osoby przetrzymywane są bez wyroków sądowych. Codziennie dochodzi do zgonów i ciężkich poranień wywołanych przez przerażające tortury i ciężkie warunki więzienne. Osadzeni najczęściej umieszczeni są w blaszanych kontenerach o wymiarach 3 na 2 m, w których temperatura przekracza w dzień 40 °C albo w budynkach do połowy wkopanych w ziemię, gdzie panują bardzo trudne warunki oraz ekstremalne temperatury, jak również w izolatkach. Brak dostępu niezależnych obserwatorów, rodzin, prawników, lekarzy i wolnych mediów sprawia, że niemożliwe jest określenie pełnej liczby ofiar tortur. Więźniowie zmuszani są do ciężkiej pracy, otrzymują niewystarczające racje żywności i wody.
Wysoki Komisarz Narodów Zjednoczonych do spraw Praw Człowieka oraz Komisja Śledcza ONZ do spraw Praw Człowieka w Erytrei oprócz sprawozdania złożonego przed Radą Praw Człowieka ONZ (HRC) sporządziła dodatkowy raport, w którym zwrócono uwagę na tortury, do których dochodzi w tym obozie.